# La Vipère
Pour plus de détails, voir Fiche technique et Distribution.
La Vipère (The Little Foxes) est un film américain réalisé par William Wyler, sorti en 1941.

## Synopsis

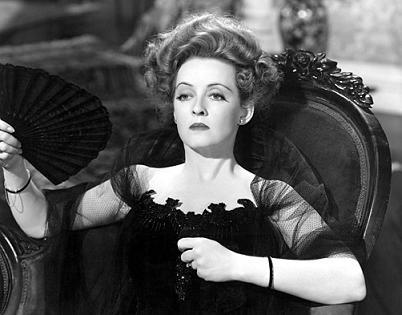
Bette Davis

Une petite ville entre Mobile (Alabama) et La Nouvelle-Orléans, à l'aube du XXe siècle. Regina est mariée à un banquier, Horace Giddens, qui  se remet d’une crise cardiaque dans une maison de repos à Baltimore. Regina a une passion dévorante pour l’argent mais s'estime frustrée de ne pas disposer de l'aisance dont elle rêve. 
Sur une proposition de ses deux frères Ben et Oscar, elle veut réaliser une opération financière qui s’annonce des plus rentables, mais elle a besoin de 75 000 dollars.
Espérant obtenir cette somme auprès de son mari, elle envoie leur fille Alexandra ramener son père. À son retour, Horace, qui connaît les ambitions de sa femme, refuse catégoriquement de lui donner l'argent. Constatant l’échec de leur sœur, Ben et Oscar vont suggérer au fils de ce dernier, Leo qui est employé à la banque d’Horace, de s'emparer de bons négociables dans le coffre-fort du banquier. Découvrant le vol, Regina fait chanter ses deux frères et réclame sa part du butin. Mais à son grand dépit, Horace n'est pas dupe de la supercherie et déclare avoir personnellement donné les bons à Leo. Après avoir vainement essayé de reconquérir son mari, Regina le laissera délibérément mourir au cours d’une crise cardiaque en « omettant » de lui donner ses médicaments. Alexandra découvrant la monstruosité de sa mère quitte la maison en compagnie de David Hewitt, l’homme qu’elle aime.

## Fiche technique
- Titre : La Vipère
- Titre original : The Little Foxes
- Réalisation : William Wyler
- Scénario : Lillian Hellman d'après sa propre pièce
- Dialogues : Dorothy Parker, Arthur Kober et Alan Campbell
- Production : Samuel Goldwyn pour la RKO
- Photographie : Gregg Toland
- Montage : Daniel Mandell
- Musique : Meredith Willson
- Direction artistique : Stephen Goosson
- Décors : Howard Bristol
- Costumes : Orry-Kelly
- Pays de production : États-Unis
- Langue : anglais
- Format : Noir et blanc
- Genre : Drame
- Durée : 115 minutes
- Dates de sortie : 
  - États-Unis : 21 août 1941
  - France : 4 juin 1946
- Affiches : Bernard Lancy, Roger Rojac (France)

## Distribution
- Bette Davis : Regina Hubbard Giddens
- Herbert Marshall : Horace Giddens
- Teresa Wright : Alexandra Giddens
- Richard Carlson : David Hewitt
- Patricia Collinge : Birdie Hubbard
- Dan Duryea : Leo Hubbard
- Charles Dingle : Ben Hubbard
- Carl Benton Reid : Oscar Hubbard
- Jessie Grayson : Addie
- Russell Hicks : William Marshall
- John Marriott : Cal

## Autour du film
- Le film est tiré de la pièce de Lillian Hellman créée le 15 février 1939 au National Theater de New York. Le rôle de Regina est interprété par Tallulah Bankhead. Patricia Collinge, Dan Duryea, Charles Dingle, Carl Benton Reid et John Marriott, acteurs de la pièce, reprennent les mêmes rôles dans le film[1].
En France, la pièce est jouée en 1946 au Théâtre des Arts avec Jany Holt dans le rôle principal[2].

- Le titre original (Les Petits Renards en français, traduction littérale du titre original) est une évocation d’une parabole biblique « des petits renards qui vont manger la vigne du voisin »[2], référence à l’appât du gain et à l’intérêt que Regina porte à la fortune de son mari.

- Greer Garson interpréta également le rôle de Regina au théâtre.

### Critique
- « Ce film étouffant est l’adaptation par Lillian Hellman de la pièce qu’elle avait écrite avec l’aide de son compagnon, le grand écrivain Dashiell Hammett. C’est une œuvre dure, une suite de variation sur le pouvoir corrupteur et mythique de l’argent, son rôle délétère dans les sociétés, les familles et les mentalités. Cinéaste scrupuleux, perfectionniste et quelque peu austère, William Wyler a donné à ce propos aride et cruel un ton glacé. On lui a beaucoup reproché son excès de zèle, c’est-à-dire un culte de la perfection technique qui confine à l’inhumanité. Curieuse critique, car le propos du film est précisément l’inhumanité. Bette Davis, comédienne excessive et néanmoins remarquable, a réussi là une de ses prestations inoubliables, mélange de cabotinage rentré et de génie naturel. Elle est terrible, diabolique, haïssable, convaincante. Tout est impeccable dans cette œuvre oppressante qui dénonce l’absurde course à la fortune. La thèse implacablement développée par Lillian Hellman et William Wyler est que non seulement l’argent ne fait pas le bonheur mais qu’il est à l’origine de la plupart des malheurs. » Gilbert Salachas[3].